# Невыплаты заработной платы в России в 1990-е годы

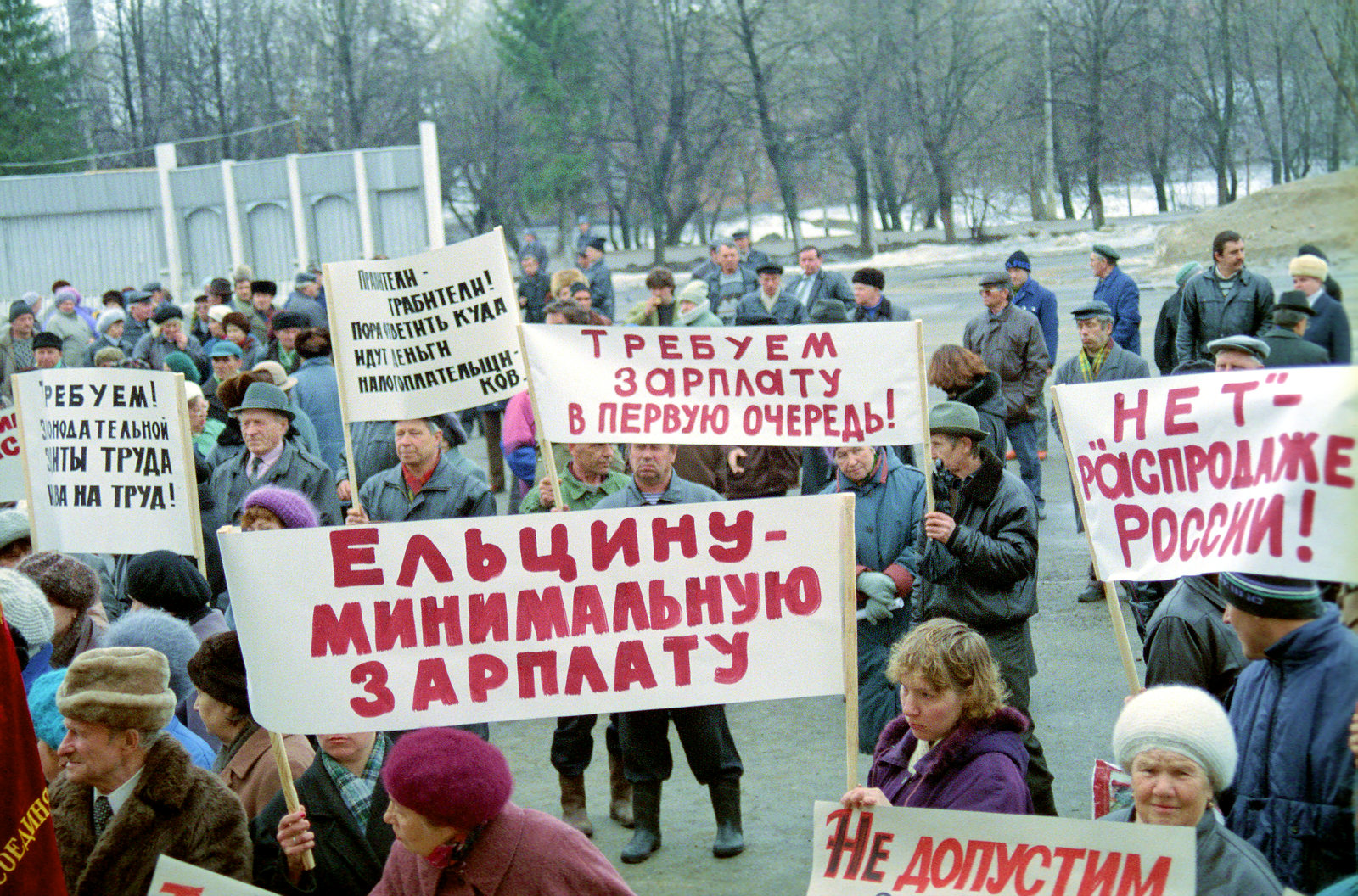
Митинг в рамках Всероссийской акции профсоюзов «За полную выплату заработной платы», 1998 год

Невыплаты заработной платы в России в 1990-е годы во время проведения экономических реформ приняли систематический и массовый характер, охватив большинство занятого населения во всех регионах и в большинстве отраслей экономики.
В 1990-е годы уровень жизни большинства населения определялся величиной заработной платы и социальных выплат. За годы проведения рыночных реформ реальные доходы населения России снизились более чем в два раза, при этом произошло ухудшение большинства показателей уровня и качества жизни.
Исследователи отмечали, что уровень  заработной платы не обеспечивал для абсолютного большинства работающих полного или хотя бы приемлемого возмещения затраченной ими рабочей силы. По данным Госкомстата, к концу 1995 года средний уровень реальной заработной платы упал примерно до 34 % от уровня, существовавшего до начала реформ (январь 1992 г.). Академик Д. Львов приводил данные, согласно которым среднемесячная заработная плата в сопоставимых ценах в 1991 году составляла 598 рублей в месяц, а в 1998 году — только 198 рублей, то есть произошло её снижение в 3 раза. Наибольшее падение реальной заработной платы произошло в 1995 и 1998 гг.
Согласно данным Госкомстата, на конец июля 1997 года объём задолженности по выплате заработной платы, составлял 11,4 трлн руб. В эту цифру не были включены данные по задолженности военным и некоторым другим категориям работников, и их включение повышало размер задолженности примерно до 20 трлн руб. Общая задолженность по зарплате на начало 1997 года (согласно данным Госкомстата) составила примерно 50 трлн руб, что составляло около 9 миллиардов долларов США
Юристы и правозащитники относили невыплаты к серьёзным нарушениям прав человека. Учёный-правовед Н. И. Матузов отмечал, что многомесячные невыплаты являются «прямым нарушением права человека на жизнь». В докладе МХГ 1998 года задержки и невыплаты назывались «открытым и вызывающим произволом», «полным беззаконием», «нарушением оговоренных в Конституции РФ прав человека».
Согласно данным Российского мониторинга экономического положения и здоровья населения (РМЭЗ — RLMS), в 1996 году задолженность по зарплате затронула 60 % работников. Уровень задолженности различался по регионам и отраслям. В Москве более трех четвертей всех занятых получали зарплату полностью и вовремя, однако в Челябинской области, Красноярском крае и Чувашии полностью и вовремя получали зарплату лишь треть работников. Так, уровень задолженности по зарплате в восьми макрорегионах, где проводилось исследование РМЭЗ, в 1996 году составлял 31,7 % в Москве и Санкт-Петербурге, 69,1 % на Северо-Западе, 49,3 % в центральных регионах, 66,3 % в Поволжье, 65,6 % на Северном Кавказе, 65,7 % на Урале, 65,7 % в Западной Сибири и 67,9 % на Дальнем Востоке. В марте 1996 года доля бюджетного сектора составляла 35 % общей занятости и 30 % работников, имеющих задолженность по зарплате.
Как пишет социолог Леонид Гордон, невыплаты переживались драматичнее, чем рост цен или ухудшение условий труда, люди испытывали «чувства гнева, обиды, отчаяния, вызываемые невозможностью противостоять наглому и очевидному нарушению того, что любой человек в современном индустриальном обществе ощущает в качестве своего естественного, самоочевидного права — права получить плату за честную работу».